# Haïti van A tot Z

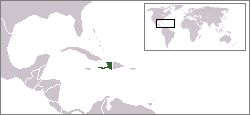
Locatie van Haïti

## A
Aardbeving Haïti 2010 ·
Abricots ·
Acul-du-Nord (arrondissement) ·
Acul-du-Nord (gemeente) ·
Ronald Agénor ·
Anacaona (cacique) ·
Anita ·
Anse-à-Pitre ·
Anse-à-Veau (arrondissement) ·
Anse-à-Veau (gemeente) ·
Anse-d'Hainault (arrondissement) ·
Anse-d'Hainault (gemeente) ·
Anse-Rouge ·
Aquin (arrondissement) ·
Aquin (gemeente) ·
Arcahaie (arrondissement) ·
Arcahaie (gemeente) ·
Jean-Bertrand Aristide ·
Arnaud ·
Arrondissementen in Haïti ·
Artibonite ·
Artibonite (rivier) ·
Artibonitevallei ·
L'Asile

## B
Bahon ·
Bainet (arrondissement) ·
Bainet (gemeente) ·
Baradères (arrondissement) ·
Baradères (gemeente) ·
Beaumont ·
Garcelle Beauvais ·
Belle-Anse (arrondissement) ·
Belle-Anse (gemeente) ·
Toto Bissainthe ·
Francisco de Bobadilla ·
Bonbon ·
Borgne (arrondissement) ·
Borgne (gemeente)

## C
Cabaret ·
Café au lait, bien sucré ·
Caonabó ·
Cap-Haïtien ·
Cap-Haïtien (stad) ·
Jean du Casse ·
Silvio Cator ·
Cavaillon ·
Cayemites ·
Cayes-Jacmel ·
Centre ·
Cerca-Carvajal ·
Cerca-la-Source (arrondissement) ·
Cerca-la-Source (gemeente) ·
Steward Ceus ·
Chambellan ·
Chardonnières (arrondissement) ·
Chardonnières (gemeente) ·
Manno Charlemagne ·
Citadel Laferrière ·
Gerald Clervil ·
Coupé Cloué ·
Corail (arrondissement) ·
Corail (gemeente) ·
Cornillon ·
Côteaux (arrondissement) ·
Côteaux (gemeente) ·
Côtes-de-Fer ·
Coupé Cloué ·
Croix-des-Bouquets (arrondissement) ·
Croix-des-Bouquets (gemeente)

## D
Dame-Marie ·
Dadi Denis ·
Paul Denis ·
Departementen van Haïti ·
Desdunes ·
Dessalines (arrondissement) ·
Dessalines (gemeente) ·
Dudley Dorival ·
Boukman Dutty ·
François Duvalier ·
Jean-Claude Duvalier

## E
Wagneau Eloi ·
Embleem van Haïti ·
Ennery ·
Enriquillo (Taíno) ·
Frank Étienne ·
Ginou Etienne ·
Neyssa Etienne

## F
Andy Faustin ·
Nadine Faustin-Parker ·
Lesly Fellinga ·
Ferrier ·
Fonds-Verrettes ·
Fort de Rocher ·
Fort-Liberté (arrondissement) ·
Fort-Liberté

## G
Ganthier ·
Geschiedenis van Haïti ·
Golf van Gonâve ·
Gonaïves (arrondissement) ·
Gonaïves (stad) ·
Romain Genevois ·
Réginal Goreux ·
Grand'Anse ·
Grand-Boucan ·
Grande Caye ·
Grande-Rivière-du-Nord (arrondissement) ·
Grande-Rivière-du-Nord (gemeente) ·
Grande-Saline ·
Grand-Gosier ·
Gros-Morne (arrondissement) ·
Gros-Morne

## H
.ht ·
Haïti ·
Haïtiaans-Creools ·
Haïtiaanse gourde ·
Haïtiaanse presidentsverkiezingen 1957 ·
Haïtiaanse Revolutie ·
Haïtiaanse voetbalbond ·
Haïtiaans voetbalelftal ·
Haïtische galette ·
Hendrik I van Haïti ·
Hinche (arrondissement) ·
Hinche (gemeente)

## I
Ike (orkaan) ·
Île de la Gonâve ·
Île de la Tortue ·
Île à Vache ·
Internationale Luchthaven Cap-Haïtien ·
Internationale Luchthaven Toussaint Louverture ·
ISO 3166-2:HT

## J
Jacmel (arrondissement) ·
Jacmel (stad) ·
Jacobus I van Haïti ·
Kim Jaggy ·
Kery James ·
Wyclef Jean ·
Jimmy Jean-Louis ·
Jérémie (arrondissement) ·
Jérémie (stad) ·
Jean-René Jérôme ·
Moise Joseph

## K
Kathedraal van Port-au-Prince ·
Katholieke Kerk in Haïti ·
Keizerrijk Haïti (1804-1806) ·
Kenscoff ·
Kompa ·
Koninkrijk Haïti

## L
La Chapelle ·
La Dessalinienne ·
Dieudonné LaMothe ·
La Navidad ·
Chibly Langlois ·
Frédérick Deschamps de La Place ·
La Vallée ·
Léogâne (gemeente) ·
Les Anglais ·
Les Cayes ·
Les Cayes (stad) ·
L'Estère ·
L'Estère (rivier) ·
Lijst van gouverneurs van La Tortue en de kust van Saint-Domingue ·
Lijst van Haïtiaanse films ·
Lijst van nationale parken ·
Lijst van premiers van Haïti ·
Lijst van rivieren ·
Lijst van staatshoofden van Haïti ·
Lijst van vliegvelden in Haïti ·
Lijst van voetbalinterlands Amerikaanse Maagdeneilanden - Haïti ·
Lijst van voetbalinterlands Antigua en Barbuda - Haïti ·
Lijst van voetbalinterlands Argentinië - Haïti ·
Lijst van voetbalinterlands Bahama's - Haïti ·
Lijst van voetbalinterlands Barbados - Haïti ·
Lijst van voetbalinterlands Bermuda - Haïti ·
Lijst van voetbalinterlands Bolivia - Haïti ·
Lijst van voetbalinterlands Brazilië - Haïti ·
Lijst van voetbalinterlands Britse Maagdeneilanden - Haïti ·
Lijst van voetbalinterlands Canada - Haïti ·
Lijst van voetbalinterlands Chili - Haïti ·
Lijst van voetbalinterlands China - Haïti ·
Lijst van voetbalinterlands Colombia - Haïti ·
Lijst van voetbalinterlands Costa Rica - Haïti ·
Lijst van voetbalinterlands Cuba - Haïti ·
Lijst van voetbalinterlands Curaçao - Haïti ·
Lijst van voetbalinterlands Dominica - Haïti ·
Lijst van voetbalinterlands Dominicaanse Republiek - Haïti ·
Lijst van voetbalinterlands Ecuador - Haïti ·
Lijst van voetbalinterlands El Salvador - Haïti ·
Lijst van voetbalinterlands Guatemala - Haïti ·
Lijst van voetbalinterlands Haïti - Honduras ·
Lijst van voetbalinterlands Haïti - Italië ·
Lijst van voetbalinterlands Haïti - Jamaica ·
Lijst van voetbalinterlands Haïti - Japan ·
Lijst van voetbalinterlands Haïti - Kaaimaneilanden ·
Lijst van voetbalinterlands Haïti - Kosovo ·
Lijst van voetbalinterlands Haïti - Mexico ·
Lijst van voetbalinterlands Haïti - Nicaragua ·
Lijst van voetbalinterlands Haïti - Oman -
Lijst van voetbalinterlands Haïti - Panama ·
Lijst van voetbalinterlands Haïti - Peru ·
Lijst van voetbalinterlands Haïti - Qatar ·
Lijst van voetbalinterlands Haïti - Saint Lucia ·
Lijst van voetbalinterlands Haïti - Saint Vincent en de Grenadines ·
Lijst van voetbalinterlands Haïti - Spanje ·
Lijst van voetbalinterlands Haïti - Syrië ·
Lijst van voetbalinterlands Haïti - Trinidad en Tobago ·
Lijst van voetbalinterlands Haïti - Turks- en Caicoseilanden ·
Lijst van voetbalinterlands Haïti - Uruguay ·
Lijst van voetbalinterlands Haïti - Venezuela ·
Lijst van voetbalinterlands Haïti - Verenigde Arabische Emiraten ·
Lijst van voetbalinterlands Haïti - Verenigde Staten ·
Lijst van voetbalinterlands Haïti - Zuid-Korea ·
Limonade ·
Jeff Louis ·
Toussaint Louverture ·
Luchthaven Antoine Simon ·
Luchthaven Jacmel ·
Luchthaven Jérémie ·
Luchthaven Port-de-Paix

## M
Maïssade ·
Pierre-Victor Malouet ·
Marigot ·
Kettly Mars ·
Michel Martelly ·
Marmelade (arrondissement) ·
Marmelade (gemeente) ·
Massif de la Selle ·
Mawon ·
MICAH ·
Milot ·
Minette en Lise ·
MINUSTAH ·
MINUSTAH Medaille ·
MIPONUH ·
Jovenel Moïse ·
Montagne Terrible ·
Morne Bois-Pin ·
Morne Degas ·
Morne Jean ·
Moron

## N
Nationaal historisch park Citadel, Sans-Souci, Ramiers ·
Nationaal park La Visite ·
Navassa ·
Duckens Nazon ·
Nippes ·
Regillio Nooitmeer ·
Nord ·
Nord-Est ·
Nord-Ouest

## O
Charles Olemus ·
Orde van Eer en Verdienste ·
Orde van Jean Jacques Dessalines ·
Ouest ·
Nicolás de Ovando

## P
Padre Jean ·
Parc St. Victor ·
Perches ·
Pestel ·
Alexandre Pétion ·
Pétionville ·
Petite-Rivière-de-l'Artibonite ·
Pic la Selle ·
Pic Macaya ·
Barbara Pierre ·
Jean-Jacques Pierre ·
Frantzdy Pierrot ·
Plaine du Nord ·
Plateau Central ·
Port-à-Piment ·
Port-au-Prince ·
Port-de-Paix ·
Port-Margot ·
Presidentieel Paleis van Haïti ·
Prestige (bier) ·

## Q
Quartier-Morin

## R
Resolutie 841 Veiligheidsraad Verenigde Naties/Resolutie 861/Resolutie 873/Resolutie 875/Resolutie 917/Resolutie 944 ·
Resolutie 1529 Veiligheidsraad Verenigde Naties ·
Resolutie 1542 Veiligheidsraad Verenigde Naties/Resolutie 1576/Resolutie 1601/Resolutie 1608/Resolutie 1658/Resolutie 1702/Resolutie 1743Resolutie 1780/Resolutie 1892 ·
Resolutie 1908 Veiligheidsraad Verenigde Naties/Resolutie 1927/Resolutie 1944/Resolutie 2012/Resolutie 2070/Resolutie 2119/Resolutie 2180/Resolutie 2243/Resolutie 2313/Resolutie 2350 ·
Ridderorden in Haïti ·
Roche-à-Bateaux ·
Roseaux

## S
Saint-Domingue ·
Saint-Marc (arrondissement) ·
Saint-Marc (gemeente) ·
Saint-Michel-de-l'Atalaye ·
Emmanuel Sanon ·
Sans-Souci ·
Santo Cerro ·
Alain Sergile ·
Slag bij Sabana Larga ·
Slag bij Vertières ·
Richelor Sprangers ·
Sylvio Catorstadion ·
Staat Haïti ·
Sud ·
Sud-Est

## T
Taptap ·
Terre-Neuve ·
Thiotte ·
Thomassique ·
Thomazeau ·
Thomonde ·
Tiburon ·
Tonton Macoutes ·
Trou-du-Nord ·
Twoubadou

## U
UNMIH ·
UNSMIH ·
UNTMIH

## V
Tim Velten ·
Verrettes ·
Anderson Vilien ·
Vlag van Haïti ·
Vodou ·
Vrede van Rijswijk

## W
Wapen van Haïti